# Trajectoire hyperbolique

La ligne bleue représente une trajectoire hyperbolique.

Une trajectoire hyperbolique (ou, abusivement, orbite hyperbolique) est, en mécanique spatiale, la trajectoire de tout objet autour du corps central avec une vitesse suffisante pour échapper à l'attraction gravitationnelle de celui-ci. Le nom dérive du fait que, selon la loi universelle de la gravitation, une telle orbite a la forme d'une hyperbole. En termes plus techniques, cela peut être exprimé par une excentricité orbitale supérieure à 1.

## Paramètres

### Vitesse à l'infini
La vitesse à l'infini {\displaystyle v_{\infty }} d'un objet A par rapport à un corps central B (tel que le Soleil), aussi appelée excès de vitesse hyperbolique, correspond à la vitesse qu'aurait théoriquement ce corps, une fois arrivé à une distance infinie du corps central, et en l’absence de tout autre objet dans l’espace.
Pour une trajectoire hyperbolique, la vitesse à l'infini est donc égale à {\displaystyle v_{\infty }={\sqrt {C_{3}}}={\sqrt {2\epsilon }}={\sqrt {\frac {\mu }{-a}}}}, {\displaystyle C_{3}} étant l'énergie caractéristique de A par rapport à B, {\displaystyle \epsilon } l'énergie orbitale spécifique de A par rapport à B, {\displaystyle \mu } le paramètre gravitationnel standard de B, et {\displaystyle a} le demi-grand axe de l'hyperbole (négatif par convention).
Elle ne prend des valeurs réelles et non nulles que pour les trajectoires hyperboliques, c'est-à-dire dont l’excentricité orbitale est supérieure à 1, et elle est nulle pour les trajectoires paraboliques.
La vitesse à l'infini est liée à la vitesse de libération de ce corps B, {\displaystyle v_{l}}, et à la vitesse de A au périastre, {\displaystyle v_{p}}, par la relation {\displaystyle v_{\infty }^{2}=v_{p}^{2}-v_{l}^{2}}, soit {\displaystyle v_{\infty }={\sqrt {v_{p}^{2}-v_{l}^{2}}}}.
Le tableau ci-dessous reprend des exemples de vitesses à l'infini de corps en trajectoires hyperboliques par rapport au Soleil. En raison de la présence d'autres corps que le Soleil ou de manœuvres orbitales, celles-ci sont susceptibles de varier en fonction du temps. C'est d'ailleurs ainsi, en profitant d'une assistance gravitationnelle de Jupiter, que C/1980 E1 (Bowell) a pu gagner une excentricité supérieure à 1.
| Objet              | Type                 | Excès de vitesse hyperbolique solaire |
| ------------------ | -------------------- | ------------------------------------- |
| C/1980 E1 (Bowell) | Comète hyperbolique  | ~2,4 km/s                             |
| 1I/ʻOumuamua       | Objet interstellaire | ~26,3 km/s                            |
| 2I/Borissov        | Objet interstellaire | ~30,7 km/s                            |
| 3I/ATLAS           | Objet interstellaire | ~58 km/s                              |
| Voyager 1          | Sonde spatiale       | ~16,6 km/s                            |
| Voyager 2          | Sonde spatiale       | ~14,9 km/s                            |
| Pioneer 10         | Sonde spatiale       | ~11,3 km/s                            |
| Pioneer 11         | Sonde spatiale       | ~10,4 km/s                            |
| New Horizons       | Sonde spatiale       | ~12,5 km/s                            |